# Aenictus villiersi
Aenictus villiersi är en myrart som beskrevs av Bernard 1953. Aenictus villiersi ingår i släktet Aenictus och familjen myror. Inga underarter finns listade i Catalogue of Life.